# Santiago Tepetlapa
Santiago Tepetlapa là một đô thị thuộc bang Oaxaca, México. Năm 2005, dân số của đô thị này là 116 người.